# Воліков Володимир Миколайович
Воліков Володимир Миколайович (* 8 березня 1953) — прохідник відокремленого підрозділу «Шахта Комсомольська» державного підприємства «Антрацит» (Луганська область), Герой України.

## Нагороди
- Звання «Герой України» з врученням ордена «Золота Зірка» (21 серпня 2010) — за героїчну і багаторічну самовіддану шахтарську працю, досягнення високих виробничих показників у видобутку вугілля[1]
- Орден «За заслуги» III ст. (23 серпня 2006) — за високий професіоналізм, значний особистий внесок у розвиток вугільної промисловості та багаторічну сумлінну працю[2]
- Заслужений шахтар України (27 серпня 2003) — за високий професіоналізм, значний особистий внесок у формування та реалізацію пріоритетних напрямів інноваційної діяльності у вугільній промисловості[3]
- Повний кавалер знаків «Шахтарська слава» і «Шахтарська доблесть»
- Нагороджений медаллю «За заслуги перед Луганщиною» II ступеня (2009)
- Почесний громадянин міста Антрацит (2009)